# Cyperus nemoralis
Cyperus nemoralis là loài thực vật có hoa trong họ Cói. Loài này được Cherm. mô tả khoa học đầu tiên năm 1921.